# Ericiolacertidae
Ericiolacertidae — родина тероцефалових терапсид. Родина, що живе в ранньому тріасі після події пермсько-тріасового вимирання. Роди: Ericiolacerta знайдений у формації Фремоу в Антарктиді та Нормандійській формації в Південній Африці, Pedaeosaurus знайдений у формації Фремоу в Антарктиді, і Silphedosuchus із формації Петропавлівка в Росії, на схід від Уралу. Родина складається з м'ясоїдних істот.